# Alin Șeroni
Alin Ioan Șeroni (Belinț, 26 marzo 1987) è un calciatore rumeno, difensore del Botoșani.